# Schloss Rappoltenkirchen

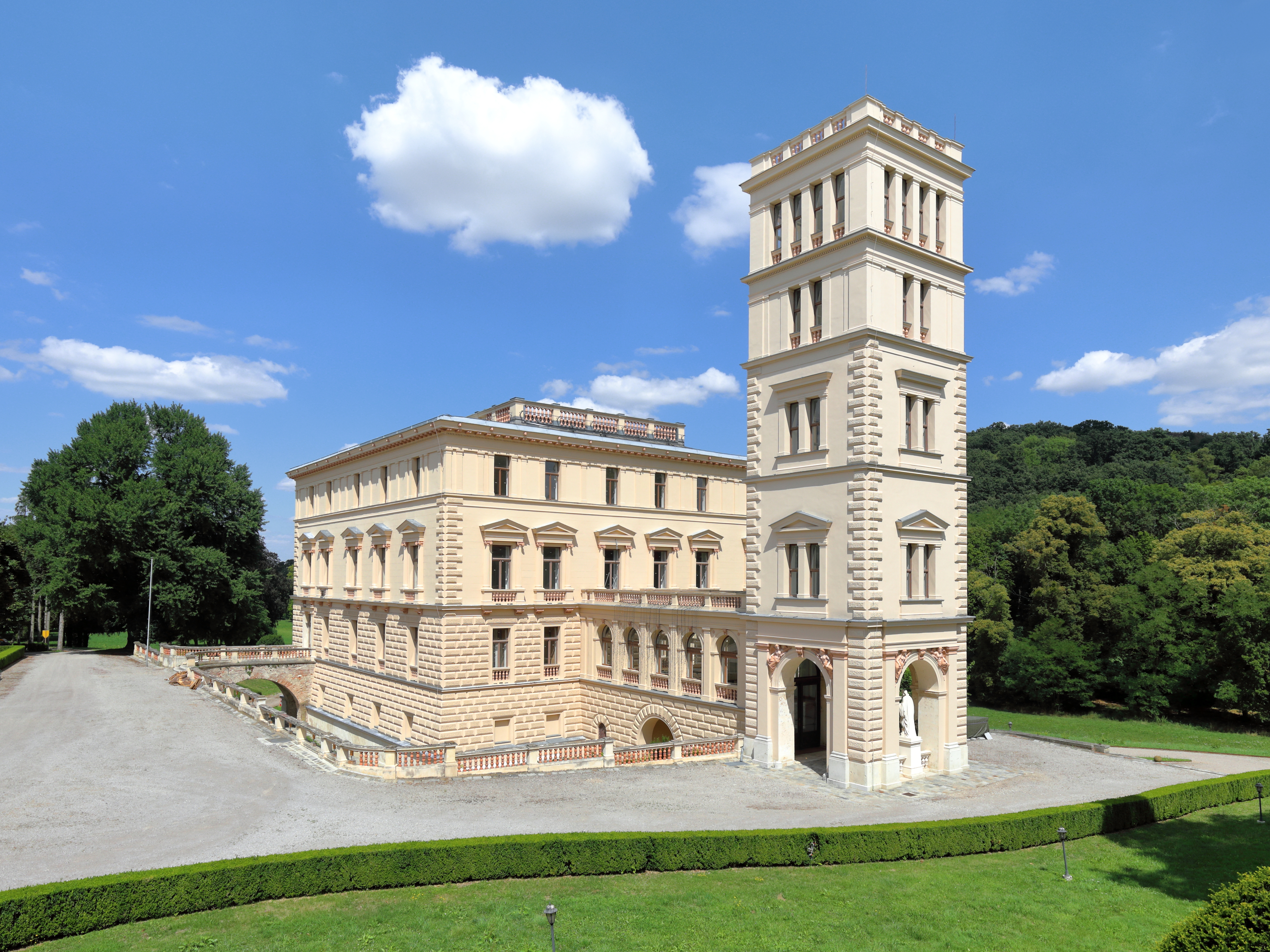
Schloss Rappoltenkirchen

Das Schloss Rappoltenkirchen steht auf Hauptstraße Nr. 7 in der Kirchsiedlung Rappoltenkirchen in der Marktgemeinde Sieghartskirchen im Bezirk Tulln in Niederösterreich. Das Schloss und die Nebengebäude stehen unter Denkmalschutz (Listeneintrag).

## Geschichte
Rappoltenkirchen wurde 1210 erstmals urkundlich erwähnt. Es dürfte aber bereits 1186 vom letzten steirischen Herzog  Ottokar IV. († 8. Mai 1192) den Hochfreien von Lengenbach geschenkt worden sein. Diese gaben es bis 1236 an einige ihrer Lehensleute weiter. Der Ort hieß ursprünglich Rapotenkirchen, was darauf hinweist, dass er von einem Grafen Rapoto gegründet worden war.
Über die Babenberger gelangte es in der ersten Hälfte des 13. Jahrhunderts an die Schenken von Dobra. 
1358 erneuerte Herzog Rudolf IV. das Amt des obersten Jägermeisters in Österreich und verband es mit dem Amtslehen Rappoltenkirchen. Erster Inhaber war Ritter Friedrich von Kreisbach. In Anlehnung an das mit dem kleinen Wehrbau verbundene Amt, wurde die Feste damals Jägerburg genannt. Die Kreisbacher hatten sich den Beinamen „Landfahrer“ erworben, da sie an zahlreichen Kriegszügen in Europa und im Orient teilgenommen hatten.
Von Wilhelm von Kreisbach, der mit Anna von Doppel verheiratet war, ging das Jägermeisteramt an die Familie Doppel über. 
1417 war Rappoltenkirchen an Wolfgang von Laßberg und 1418 an die Familie Sepeck verpfändet. Von 1428 bis 1468 waren die Ritter von Sepeck Lehensinhaber, die die Burg zum Schloss umgestalteten. 1590 wurde die Burg durch das Erdbeben von Riederberg zerstört. 
Ab 1627 stand das Schloss im Besitz der Freiherren von Questenberg, ging 1710 an die Grafen Kuefstein, dann über den Fürsten Franz Josef von Dietrichstein 1821 an Georg Freiherr von Sina zu Hodos und Kizdia. In den 1820er Jahren erfolgten Umbauten durch Alois Ludwig Pichl. 
Von 1869 bis 1874 erfolgte eine Umgestaltung nach den Plänen von Theophil von Hansen unter Einbeziehung der älteren Teile. 
Durch Erbschaft ging das Schloss 1884 an die Fürsten Ypsilanti. 1945 wurde das Schloss erheblich beschädigt. 1997/1998 fand eine Restaurierung statt.
2024 wurde das Schloss auf mehreren Online-Plattformen um 5,5 Millionen Euro zum Kauf angeboten und schließlich von Gianni Stumpf, dem Sohn des Millennium Tower-Erbauers Georg Stumpf erworben.

## Architektur
Das im Kern mittelalterliche, historistische Schloss neben der Pfarrkirche Rappoltenkirchen ist von einem Park umgeben.
Der monumentale, blockhafte Bau über einem rechteckigen Grundriss wurde über dem ursprünglichen Vierflügelbau errichtet. Die Längsseite hat 8 Fensterachsen, die Breitseite 5 Fensterachsen. Der Vierflügelbau ist mit einem Verbindungsgang mit dem vorgelagerten Turm im Südosten verbunden. Den Innenbereich bildet ein zentrales, lichtdurchflutetes Stiegenhaus über vier Geschoße unter einem Glasdach anstelle des alten Burghofes.
Die Schlosskapelle als Mausoleum steht selbständig in Hochlage östlich des Schlosses.
Die Nebengebäude sind das Verwalterhaus südwestlich dem Schloss vorgelagert, ein Weinkeller südöstlich des Schlosses in den Hügel hineingestellt, und ein Torwächterhaus mit Einfahrtstor von 1873 am Nordende der Parkanlage.